# Trappola entomologica

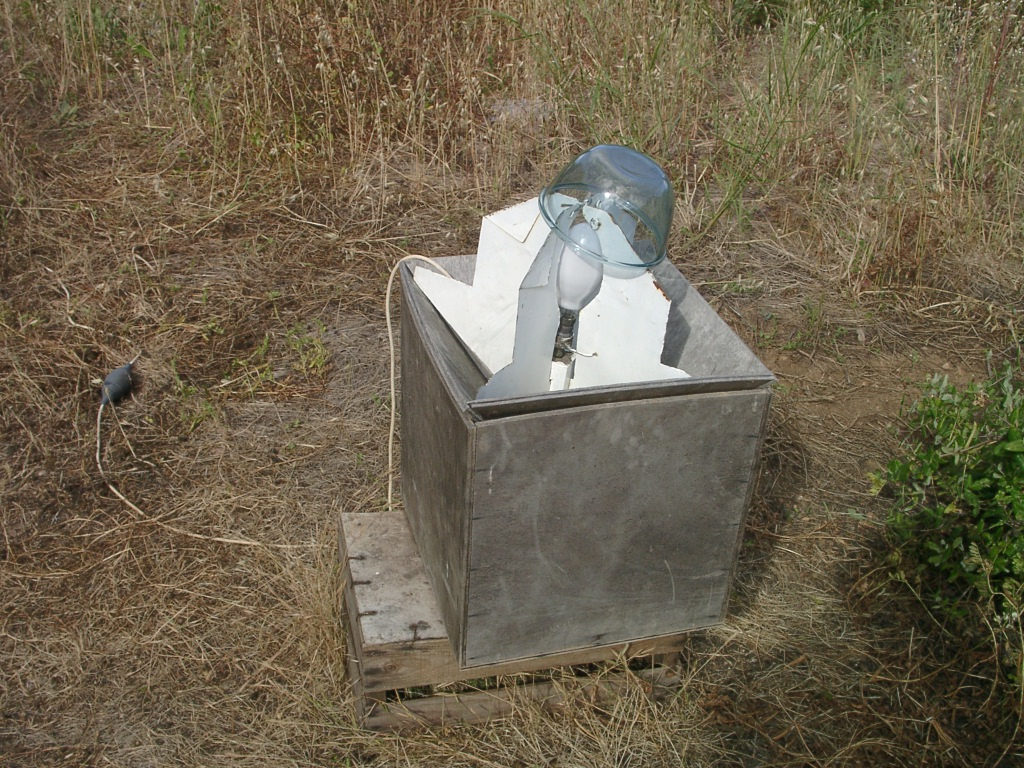
Trappola luminosa per la cattura di insetti notturni e crepuscolari. Trappole di questo tipo si usano per studiare la dinamica dell'entomofauna in una determinata località.

La trappola entomologica è un dispositivo in grado di attirare e catturare gli insetti adulti. Per svolgere efficacemente la propria funzione deve poter attirare esemplari di una determinata specie e trattenerli o ucciderli. Gli attrattivi sfruttano le capacità percettive degli insetti nei confronti della luce, dei colori, delle sostanze chimiche volatili. La cattura avviene con una barriera che impedisce l'allontanamento dell'insetto oppure, più frequentemente, con l'impiego di sostanze che lo trattengono oppure lo uccidono.

## Classificazione in base allo scopo

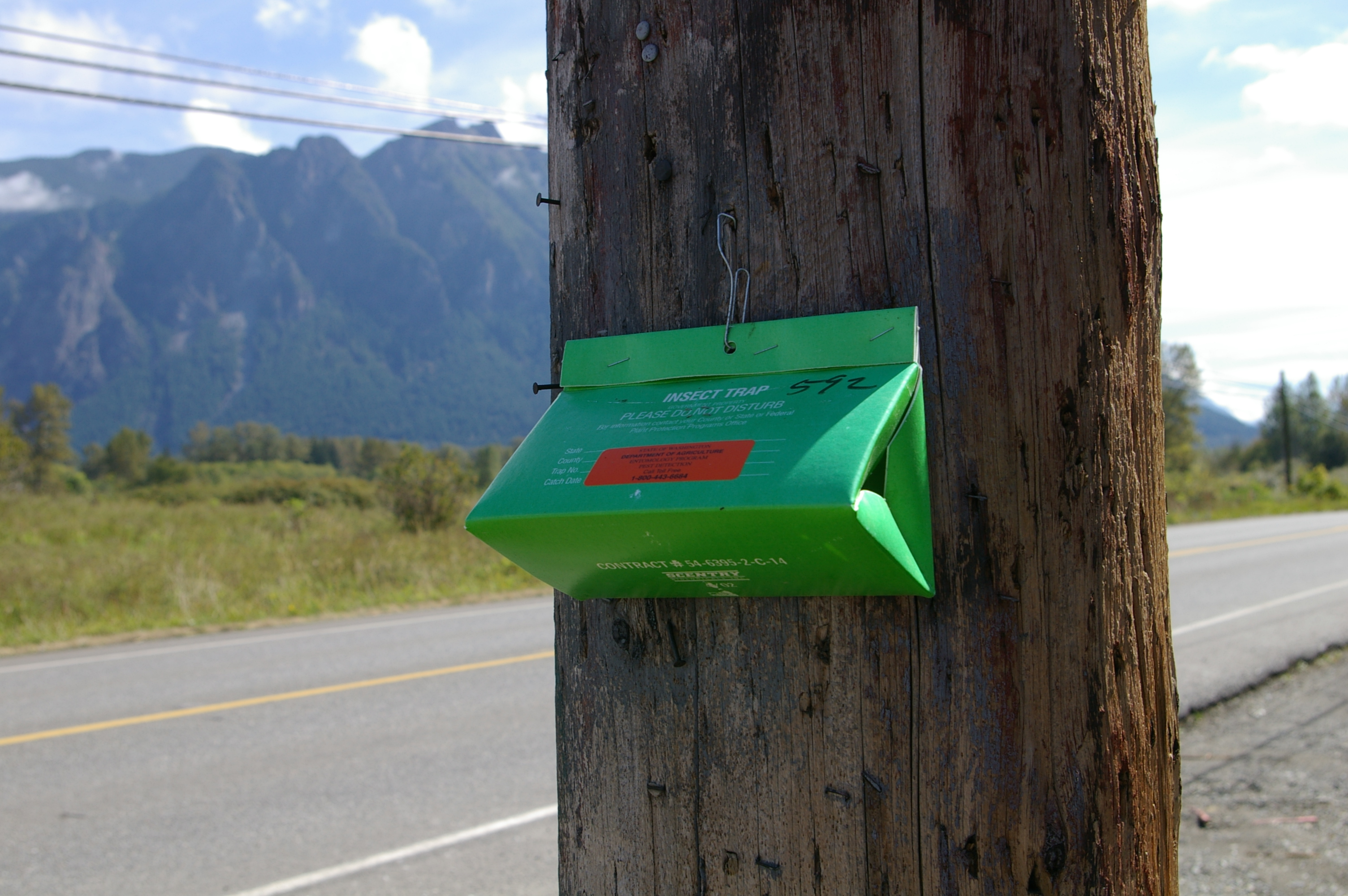
Trappola chemiotropica a capannina per monitoraggio. Trappole di questo tipo sono spesso utilizzate da enti governativi per monitorare la dinamica di popolazione dei Lepidotteri defogliatori d'interesse forestale.

Le trappole sono impiegate in contesti differenti che possono essere ricondotti a due scopi fondamentali: il monitoraggio e la cattura massale.
Il monitoraggio serve a rilevare la dinamica delle popolazioni nel tempo. Si esegue per scopi di studio oppure fitosanitari. Nel primo caso l'obiettivo è raccogliere un numero congruo di dati in modo da elaborare dei modelli teorici che rappresentino la dinamica di popolazione di una specie in un contesto generale o specifico. Per disporre di dati statisticamente affidabili, il monitoraggio si ripete per molti anni, mantenendo invariate, nei limiti del possibile, le condizioni ambientali che caratterizzano le tesi e i testimoni. Meno frequente è l'uso delle trappole per rilevare la composizione dell'entomofauna in un determinato territorio. Nel secondo caso il monitoraggio ha lo scopo di seguire la dinamica della popolazione in un contesto specifico e individuare il momento in cui sarà necessario intervenire a difesa della coltura con metodi di lotta guidata, biologica o integrata. 
La cattura massale o mass trapping serve a catturare il maggior numero di adulti, di uno o di entrambi i sessi, per ridurre il potenziale riproduttivo di una specie dannosa e conservarne la popolazione entro livelli tali da non costituire un danno economico ma sufficienti a mantenere una base trofica per gli antagonisti naturali (predatori e parassitoidi). In questo caso l'impiego delle trappole è un mezzo di lotta biotecnica applicato sia nella lotta biologica che in quella integrata.

### Trappole per monitoraggio

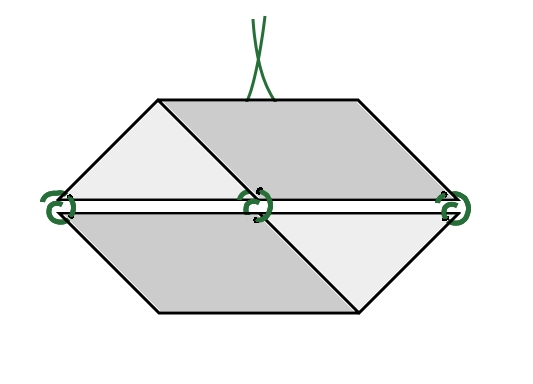
Trappola chemiotropica a capannina bidirezionale per monitoraggio. Il pannello inferiore è cosparso di vischio e contiene al centro l'erogatore del feromone.

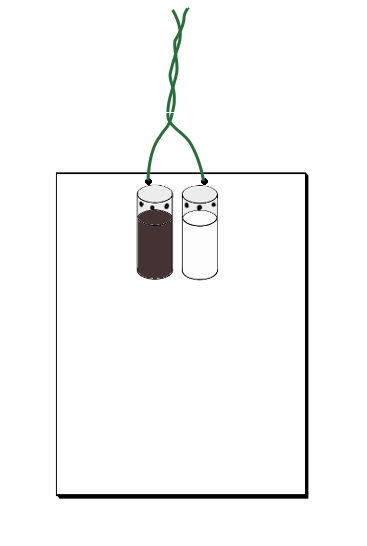
Trappola chemiotropica per monitoraggio. Semplici trappole di questo tipo possono essere allestite per la cattura dei Tefritidi. Sono costituite da un pannellino in plexiglas o vetro resina, trasparente o con colori neutri, innescato con attrattivi alimentari come proteine idrolizzate e carbonato d'ammonio.

Le trappole per monitoraggio, ai fini della difesa di una coltura, sono in genere applicate per seguire l'andamento delle curve di volo e individuare il momento opportuno per intervenire. Il vantaggio rispetto al monitoraggio diretto delle infestazioni è che il metodo, una volta tarato, si presenta di particolare efficacia e di semplice attuazione e permette d'intervenire tempestivamente sia con metodi larvicidi sia con metodi adulticidi. 
La tecnica si presta in generale per il controllo delle specie che sono dannose allo stato larvale e con adulti volanti, mobili e innocui, almeno direttamente, perché generalmente glicifagi. Rientrano in genere in questi casi i Ditteri, i Lepidotteri e gli Imenotteri, mentre per i Rincoti e i Coleotteri le trappole si usano perlopiù in casi specifici e in genere si ricorre ad altri metodi di monitoraggio.
Il principio su cui si basa il monitoraggio risiede nel fondamento che in corrispondenza dei picchi di volo si verifica la maggior frequenza degli eventi riproduttivi e, di conseguenza, l'incremento delle infestazioni a distanza di un certo intervallo di tempo. Il monitoraggio si esegue in genere rilevando le catture a cadenza settimanale e intervenendo quando il numero di catture raggiunge un valore critico, detto soglia di intervento. L'intervento associato al superamento della soglia d'intervento può essere di varia natura. Nel caso di mezzi adulticidi consiste in un trattamento chimico eseguito con insetticidi di contatto, nell'uso di esche avvelenate, nel mass trapping. Nel caso di mezzi larvicidi si ricorre secondo i casi al trattamento chimico con insetticidi di nuova generazione (ad esempio inibitori dello sviluppo) o più semplicemente con insetticidi convenzionali attivi per ingestione e/o per contatto oppure al lancio di un antagonista (es. un predatore oofago) o di un parassita (es. trattamenti a base di Bacillus thuringiensis). 
In molti casi l'uso delle trappole per monitoraggio, anche se richiede un'adeguata competenza dell'agricoltore, semplifica notevolmente la difesa rendendo applicabili metodi che altrimenti avrebbero scarso successo. Un esempio è l'impiego del Bacillus thuringiensis contro i Lepidotteri minatori: la maggiore vulnerabilità delle larve si ha nella fase che intercorre fra la schiusa delle uova e la penetrazione all'interno dell'organo; un trattamento eseguito troppo tardi ha uno scarso successo e così pure uno eseguito troppo presto. Dal momento che è molto difficile eseguire campionamenti delle ovature, il mezzo migliore per rilevare la soglia d'intervento è quello di ricorrere al monitoraggio dei voli intervenendo sulla base degli intervalli di tempo, tipici di ogni specie, che intercorrono fra picchi dei voli e inizio delle infestazioni. In alternativa si deve ricorrere a trattamenti preventivi eseguiti a calendario, con un notevole impatto sia economico sia ambientale, oppure a trattamenti curativi al rilevamento delle infestazioni, spesso con un danno già in atto.
L'affidabilità delle trappole per monitoraggio è legata alla densità dei dispositivi e questa, a sua volta, dipende sostanzialmente dalla specie e dal tipo di attrattivo. In genere con trappole chemiotropiche sono sufficienti da una a quattro trappole ad ettaro, mentre con trappole cromotropiche si deve ricorrere ad una maggiore densità a causa del ridotto raggio d'azione. L'affidabilità degli attrattivi nella determinazione della soglia d'intervento varia molto di specie in specie. Ad esempio, per la mosca dell'olivo la taratura del monitoraggio effettuato con le trappole cromotropiche è ampiamente collaudata, mentre ci sono ancora difficoltà per trovare una buona correlazione con le catture effettuate dalle trappole a feromoni che, a causa della notevole volatilità del feromone, hanno un potere di richiamo che decresce sensibilmente in poche settimane.
La forma di una trappola per monitoraggio varia dalla semplice tavoletta, che si può realizzare in azienda, alla capannina o pagoda come quelle prodotte dall'industria. Le prime sono realizzate in materiale plastico (es. plexiglas, vetroresina) e sono semplici fogli rettangolari rigidi di dimensioni dell'ordine di 250-350 cm2. Le trappole a capannina sono in genere realizzate in polipropilene alveolare e hanno forme diverse secondo il costruttore. In genere le trappole si appendono alle piante. Il meccanismo di cattura più frequente consiste nel cospargere la superficie della trappola con vischio entomologico: l'insetto, una volta entrato a contatto con il vischio viene trattenuto per le zampe, per le ali, per l'intero corpo. 

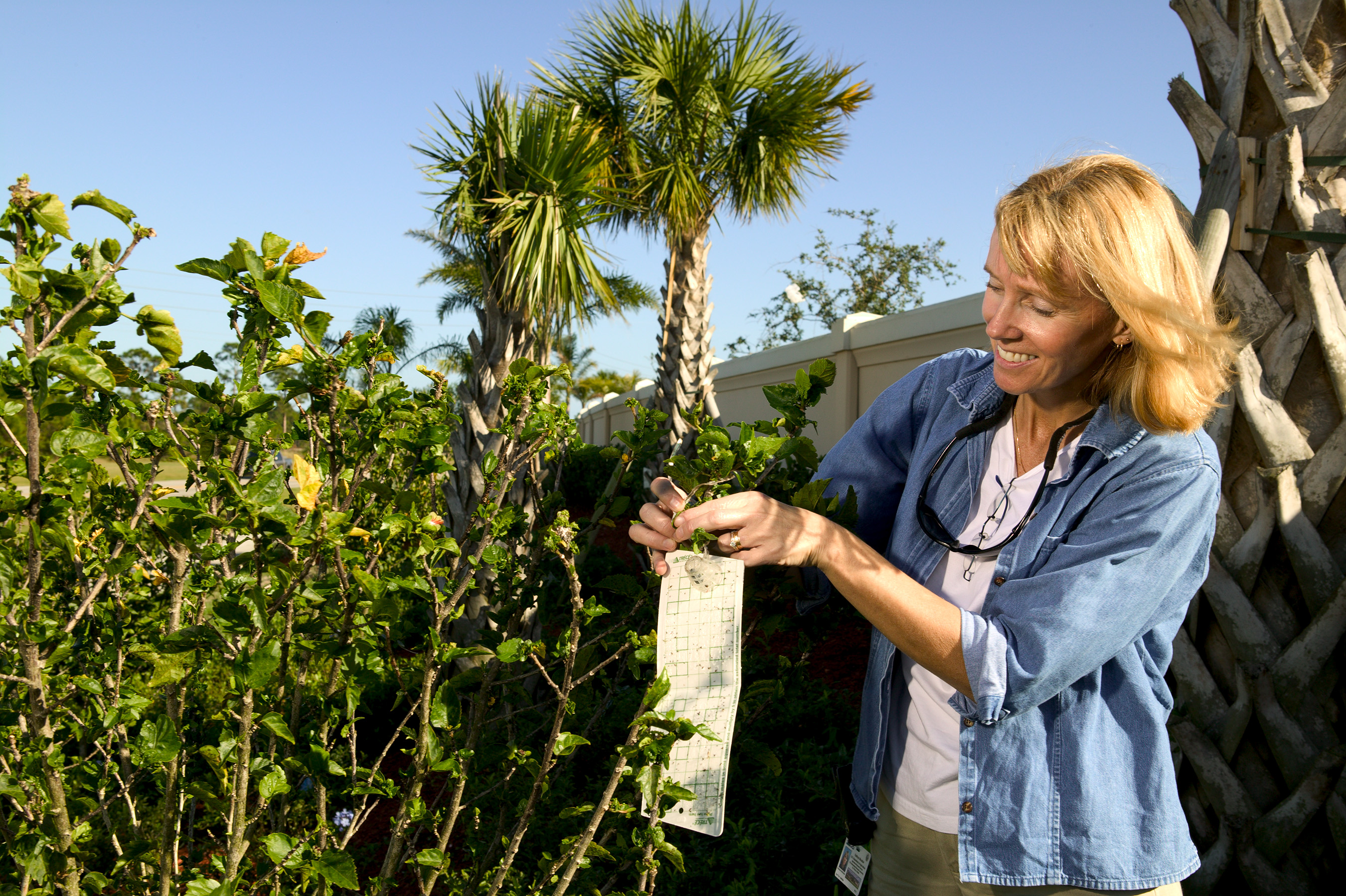
Trappola a feromoni per il monitoraggio della cocciniglia dell'ibisco.

In caso di campagna lunga le trappole vanno periodicamente sostituite, con una frequenza che dipende dal tipo di attrattivo e dalle condizioni ambientali. La cattura di un elevato numero di insetti richiede un ricambio più frequente perché sulla superficie vischiosa si stratificano più insetti, inoltre sulla superficie si depositano residui vari (polvere, foglie, rametti, frammenti di corteccia). Nel complesso la trappola perde nel tempo l'adesività e la capacità di trattenere gli insetti; una trappola molto sporca, inoltre diventa di più difficile lettura. L'uso di fogli di plastica richiede un ricambio frequente, ogni 2-4 settimane, perché generalmente poco selettivi (in particolare nelle trappole cromotropiche) e perché più esposte alle intemperie e  alla polvere. La pulizia delle trappole si esegue lasciandole immerse in un solvente organico (benzina, kerosene, gasolio) per 24-48 ore, dopo di che vanno lavate con un adatto tensioattivo; una volta asciutte si provvede a cospargerle di colla. Questa operazione può richiedere un impegno notevole, mentre le trappole reperibili in commercio sono di facile installazione, perché pronte all'uso, e spesso dotate di parti di fogli di ricambio. Per la loro forma, inoltre, tendono a sporcarsi di meno.
La lettura va fatta usando degli stiletti per rimuovere le spoglie ad ogni rilevamento; in questo modo si evita che gli stessi insetti possano essere conteggiati in due letture successive falsando le curve di volo.

### Trappole per cattura massale

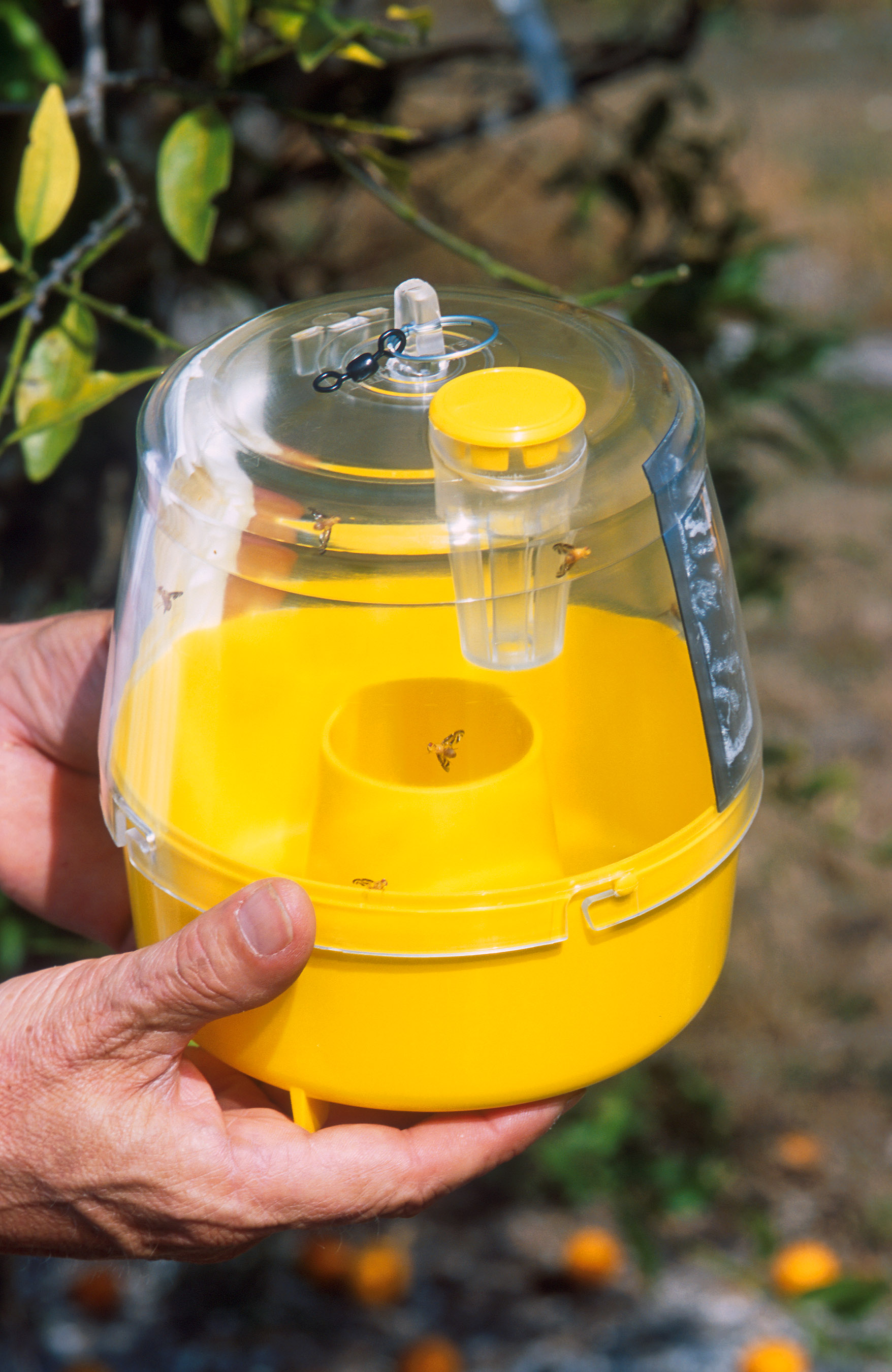
Trappola per la cattura della mosca mediterranea della frutta, innescata con tre attrattivi specifici.

Le trappole per il mass trapping sono usate solo a scopo applicativo (o in prove sperimentali di mass trapping) come mezzo di lotta biotecnica. Questo metodo può avere un costo non indifferente per la quantità di materiale impiegato, perciò si applica come metodo alternativo ai trattamenti chimici.
Anche in questo caso si possono impiegare dispositivi commercializzati dall'industria chimica, in genere innescati con feromone, oppure trappole realizzate in azienda, anche ricorrendo in parte a materiale di fortuna. Le fatture sono estremamente variabili: dalla bottiglietta contenente una soluzione avvelenata o semplicemente un liquido invischiante alla tavoletta in materiale plastico cosparsa di colla oppure in legno poroso impregnata con una soluzione insetticida, all'imbuto con relativo sacco raccoglitore, forma molto usata per la cattura dei Lepidotteri. Nelle serre si usano talvolta piatti in plastica gialla, cosparsi di vischio e appesi alla struttura di sostegno delle piante per la cattura massale degli Aleurodi. Nella generalità dei casi, però, le trappole cromotropiche sono da sconsigliare nel campo del mass trapping perché poco selettive e perché hanno un corto raggio d'azione. Hanno invece un minore impatto ambientale e una maggiore efficacia le trappole chemiotropiche innescate con feromoni e/o con attrattivi alimentari.
La densità deve essere elevata e in genere è necessario disporre una trappola per pianta anche quando s'interviene con insetti molto mobili. L'efficacia di queste trappole è subordinata all'estensione della coltura: il mass trapping infatti è un metodo valido se applicato su larga scala, ad esempio in interi comprensori o in arboreti di grande estensione.

## Classificazione in base all'attrattivo

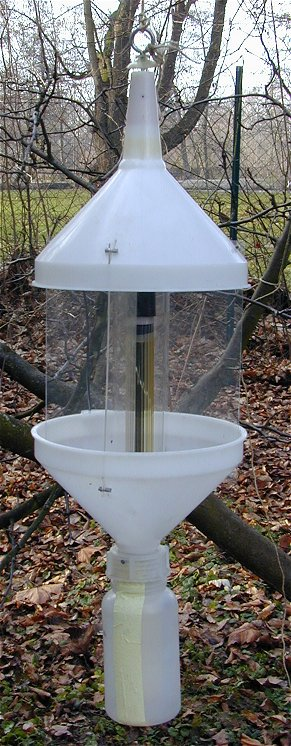
Trappola luminosa. Il contenitore di fondo nelle trappole usate a scopo di ricerca è in genere provvisto di un substrato avvelenato con composti cianogenetici per garantire un elevato potere abbattente.

Affinché una trappola possa svolgere la sua funzione, deve essere innescata con un attrattivo percettibile dagli insetti desiderati attraverso i loro organi sensoriali visivi o olfattivi. In base all'attrattivo usato, le trappole si distinguono in fototropiche o luminose, cromotropiche, chemiotropiche.

### Trappole luminose
Le trappole luminose o fototropiche esercitano un'attrazione non selettiva attraverso una sorgente luminosa, in genere una lampada a fluorescenza, nei confronti degli insetti notturni o crepuscolari. Gli insetti attratti vengono imprigionati in appositi sacchi o altri contenitori oppure uccisi da un substrato avvelenato ad alto potere abbattente oppure uccisi da una resistenza elettrica.
Queste trappole sono talvolta usate a scopo di studio, in genere per monitorare l'entomofauna crepuscolare di una località. Ai fini agronomici non hanno invece alcun impiego: a prescindere dalle difficoltà d'installazione in zone non elettrificate, queste trappole catturano indiscriminatamente un elevato numero d'insetti. Questo aspetto è negativo per due motivi: 
- un elevato numero di individui catturati rende difficile il conteggio relativo alla specie interessata da un eventuale monitoraggio;
- la mancanza di selettività ha un effetto deleterio nei confronti dell'entomofauna utile qualora s'impiegassero queste trappole a scopo di cattura massale. Ad esempio, gli adulti dei Crisopidi, attivissimi predatori allo stadio larvale, hanno abitudini notturne e sono fortemente attratti dalle sorgenti luminose.

Un particolare ambito d'impiego delle trappole luminose è come mezzo di difesa dalle zanzare in ambito domestico e in locali ricreativi chiusi o all'aperto: la trappola è formata da una lampada a fluorescenza ed uccide gli insetti attirati attraverso scariche elettriche.

### Trappole cromotropiche
Le trappole cromotropiche esercitano un'attrazione attraverso il colore. Molti insetti sono attratti dalle radiazioni luminose di determinate lunghezze d'onda, generalmente dal verde, dal giallo, dal bianco. Ad esempio il verde attira le alate di molti Afidi, il bianco attira i Tentredinidi, il giallo attira moltissimi insetti degli ordini dei Ditteri, degli Imenotteri, dei Rincoti.
In generale le trappole cromotropiche hanno una notevole affidabilità per scopi di monitoraggio, in quanto il funzionamento delle trappole chemiotropiche può essere condizionato da fattori ambientali o da una variabilità dovuta alla persistenza. D'altra parte le cromotropiche hanno un raggio d'azione molto ridotto, perciò deve essere garantita un'adeguata densità. Di particolare importanza è la disposizione, che deve essere adeguata all'etologia della specie che s'intende monitorare. Ad esempio, la migliore disposizione per il monitoraggio dei Ditteri Tefritidi è l'applicazione sulla parte esterna della chioma esposta a sud, ad altezza d'uomo.
Data la loro scarsa selettività si devono impiegare solo per scopi di monitoraggio, specialmente quelle gialle. Le elevate densità usate nel mass trapping hanno infatti un fortissimo impatto sulle popolazioni di Imenotteri e Ditteri utili, quasi equivalente a quello dei trattamenti chimici. La cattura massale con le trappole cromotropiche è stata sperimentata negli anni settanta ma i notevoli progressi realizzati negli ultimi decenni nel campo degli attrattivi chimici, con particolare riferimento ai feromoni, attribuiscono all'uso delle trappole cromotropiche nel mass trapping un'importanza storica. La letteratura cita frequentemente, anche se quella più recente lo sconsiglia, la possibilità d'impiego delle trappole gialle anche per scopi di cattura massale e, spesso, i profani sono indotti a collegare erroneamente il mass trapping a questa tipologia di trappole.

### Trappole chemiotropiche

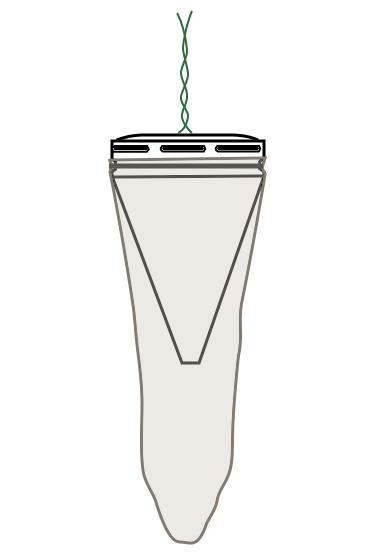
Trappola a imbuto, tipologia spesso usata per la cattura massale dei Lepidotteri, in particolare per gli infestanti delle derrate alimentari, con innesco a feromone.

Le trappole chemiotropiche sono quelle che esercitano un richiamo stimolando l'olfatto dell'insetto. Usano perciò un attrattivo chimico che in genere è rappresentato da un feromone o da un attrattivo alimentare. 
Le trappole a feromoni hanno avuto una larghissima diffusione negli ultimi decenni, con la scoperta della composizione chimica del feromone sessuale di molte specie e con la possibilità di riprodurlo sinteticamente su scala industriale. Questi dispositivi sono pertanto reperibili soprattutto nei canali commerciali delle industrie chimico-farmaceutiche, anche se è possibile realizzare trappole con materiale di fortuna ricorrendo all'acquisto del solo feromone. Il vantaggio delle trappole a feromoni è l'elevata selettività e il notevole raggio d'azione: ad esempio, il maschio della Tignola dell'olivo è in grado di captare il feromone anche a distanza di qualche chilometro e una sola trappola a capannina, disposta in un oliveto nel periodo degli sfarfallamenti della generazione antofaga, può catturare anche migliaia di maschi in una settimana.
Le trappole innescate con attrattivi alimentari hanno invece una minore selettività e si collocano in una posizione intermedia fra quelle cromotropiche e quelle a feromoni. L'attrattivo alimentare in genere è di natura glucidica (ad esempio la melassa) oppure protidica. In generale le sostanze zuccherine non hanno una notevole efficacia come attrattivi alimentari, mentre in alcuni ambiti è ampiamente collaudata l'efficacia degli attrattivi proteici. Gli attrattivi proteici in realtà sono rappresentati da un qualsiasi composto che emani odore di ammoniaca o di ammina. In commercio si possono reperire le proteine idrolizzate, dette comunemente esche proteiche, prodotte da alcune industrie chimico-farmaceutiche. A costi più bassi si possono usare anche i sali ammoniacali, come ad esempio il carbonato d'ammonio e il bicarbonato d'ammonio. In generale le trappole innescate con attrattivi alimentari azotati sono adatte per i Ditteri, ma in particolare sono indicate per la cattura dei Ditteri Tefritidi, arrivando a competere con lo stesso feromone in termini di efficacia.
A prescindere dall'attrattivo usato, le trappole chemiotropiche si prestano sia per il monitoraggio sia per il mass trapping, con notevoli differenze secondo le specie e l'attrattivo. Nell'ambito del monitoraggio sono in genere sufficienti 1-4 trappole ad ettaro (secondo i casi) quando s'impiegano i feromoni, oppure una densità maggiore con l'impiego di attrattivi alimentari. L'efficacia di un attrattivo chimico può essere subordinata alle condizioni ambientali (umidità relativa, temperatura, ventosità) e sostanze diverse possono differire anche nel comportamento a parità di condizioni ambientali. Per questo motivo le migliori trappole chemiotropiche sono quelle innescate con più attrattivi (il feromone associato alle proteine idrolizzate oppure queste ultime associate ai sali d'ammonio, ecc.). Ad esempio, nei centri di ricerca del Dipartimento di Stato per l'Agricoltura degli USA (USDA) è stata realizzata una trappola per la Ceratitis capitata che usa contemporaneamente tre attrattivi chimici rivelandosi più efficace della vecchia versione (trappola MacPhail) che usava esclusivamente le proteine idrolizzate; per motivi analoghi, l'Istituto di Entomologia dell'Università di Sassari usa da circa 30 anni, nelle sperimentazioni sulla mosca dell'olivo e quella della frutta, trappole chemiotropiche innescate con due erogatori, combinando le proteine idrolizzate con i sali d'ammono o con i feromoni.
Di fondamentale importanza è l'ubicazione delle trappole chemiotropiche in relazione soprattutto ai venti dominanti e, per determinate specie, all'illuminazione.